# Avenue Hippolyte-Maringer
L'avenue Hippolyte-Maringer est une voie de la commune de Nancy, dans le département de Meurthe-et-Moselle, en région Lorraine.

## Situation et accès
Au sein du territoire communal de la ville de Nancy, l'avenue Hippolyte-Maringer se place à sa périphérie sud-ouest, au sein du quartier administratif Haussonville - Blandan - Donop.
L'avenue Hippolyte-Maringer dessert l'entrée occidentale du Parc Sainte-Marie depuis la rue du Sergent-Blandan. La partie ouest de la voie est bordée au nord par la Cité scolaire Frédéric Chopin et au sud par le centre aquatique Nancy-Thermal.
Elle est interdite à la circulation automobile. La station du réseau Stan la plus proche est Nancy-Thermal (Nancy) de la ligne de Bus 11.

## Origine du nom
Elle porte le nom d'Hippolyte Maringer, maire de Nancy de 1892 à 1904. C'est sous son mandat que la ville de Nancy fait l'acquisition du domaine de Sainte-Marie.

## Historique
Une première rue Hippolyte Maringer est ouverte en 1906 dans l'axe de la sortie ouest du parc Sainte-Marie. Elle traversait l'ancienne propriété des sœurs de la doctrine chrétienne acquise en 1904 par la ville en même temps que le domaine de Sainte-Marie.
Cette rue est déclassée en 1965 et déplacée de quelques dizaines de mètres contre le Lycée Frédéric Chopin pour permettre la construction de la piscine de plein air Jean Bobet.
Depuis, elle dessert toujours le parc Sainte-Marie, mais en longeant le futur parc du Grand Nancy Thermal, en construction et qui sera ouvert en 2023, et en faisant ensuite retour vers le parc. Elle appartient au domaine privé de la ville de Nancy.
L'avenue est intégrée dans le nouveau quartier du Parc Thermal du Grand Nancy.

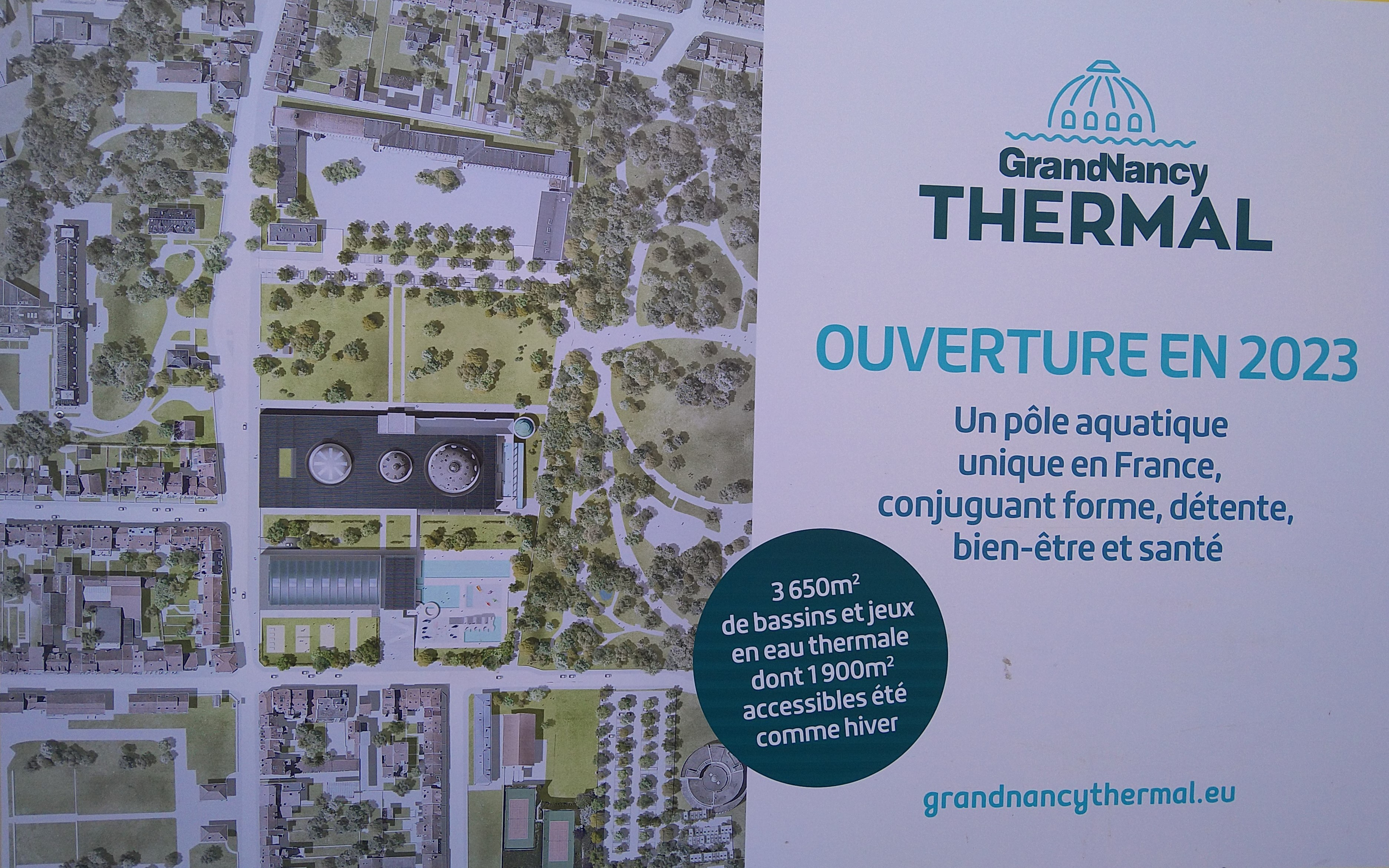
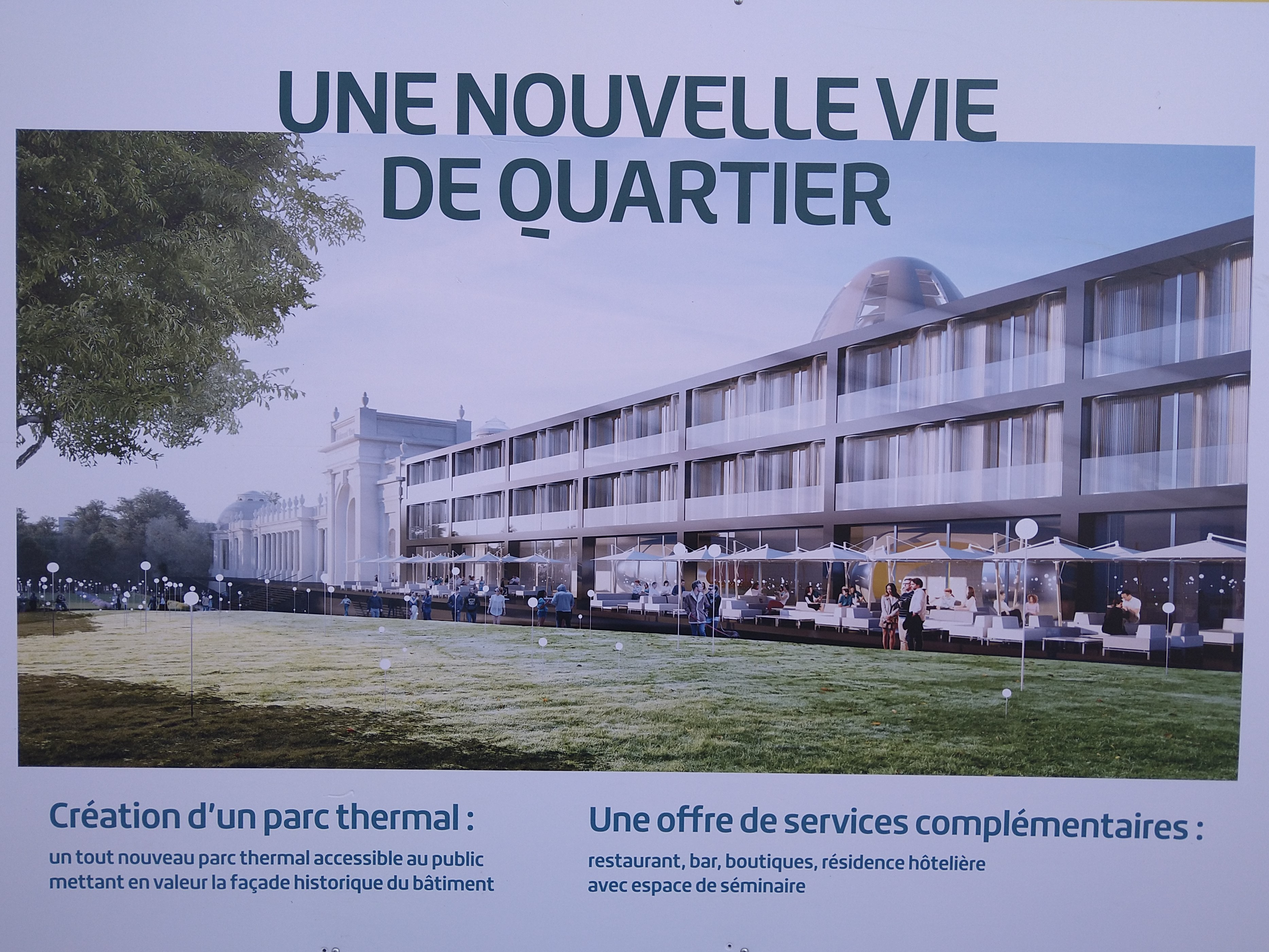

## Bâtiments remarquables et lieux de mémoire
- Cité scolaire Frédéric Chopin
- Parc du Grand Nancy Thermal
- Sortie ouest du Parc Sainte-Marie
- no 6 : Cité des sports de Nancy-Thermal.

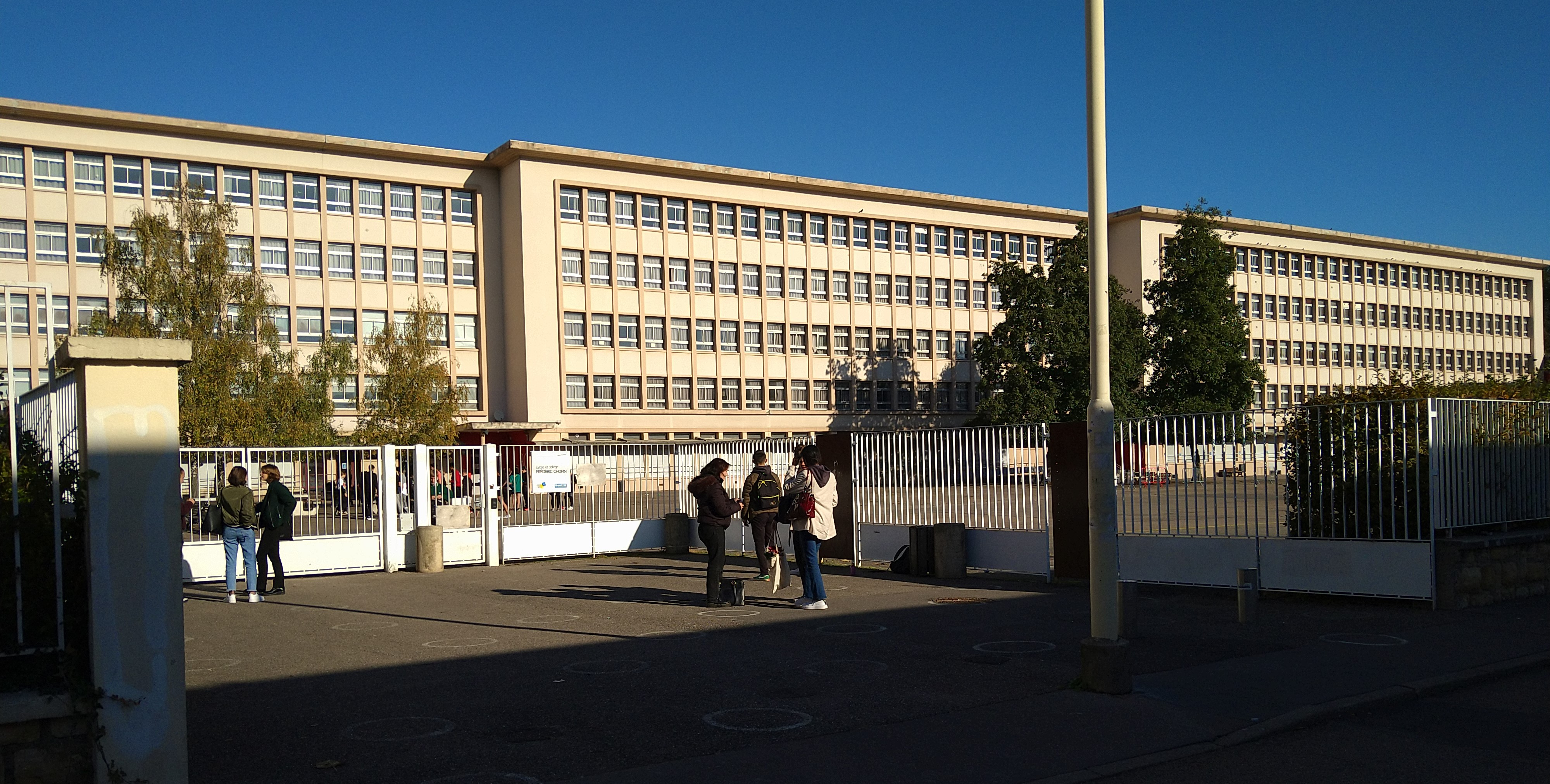
Lycée Frédéric Chopin.
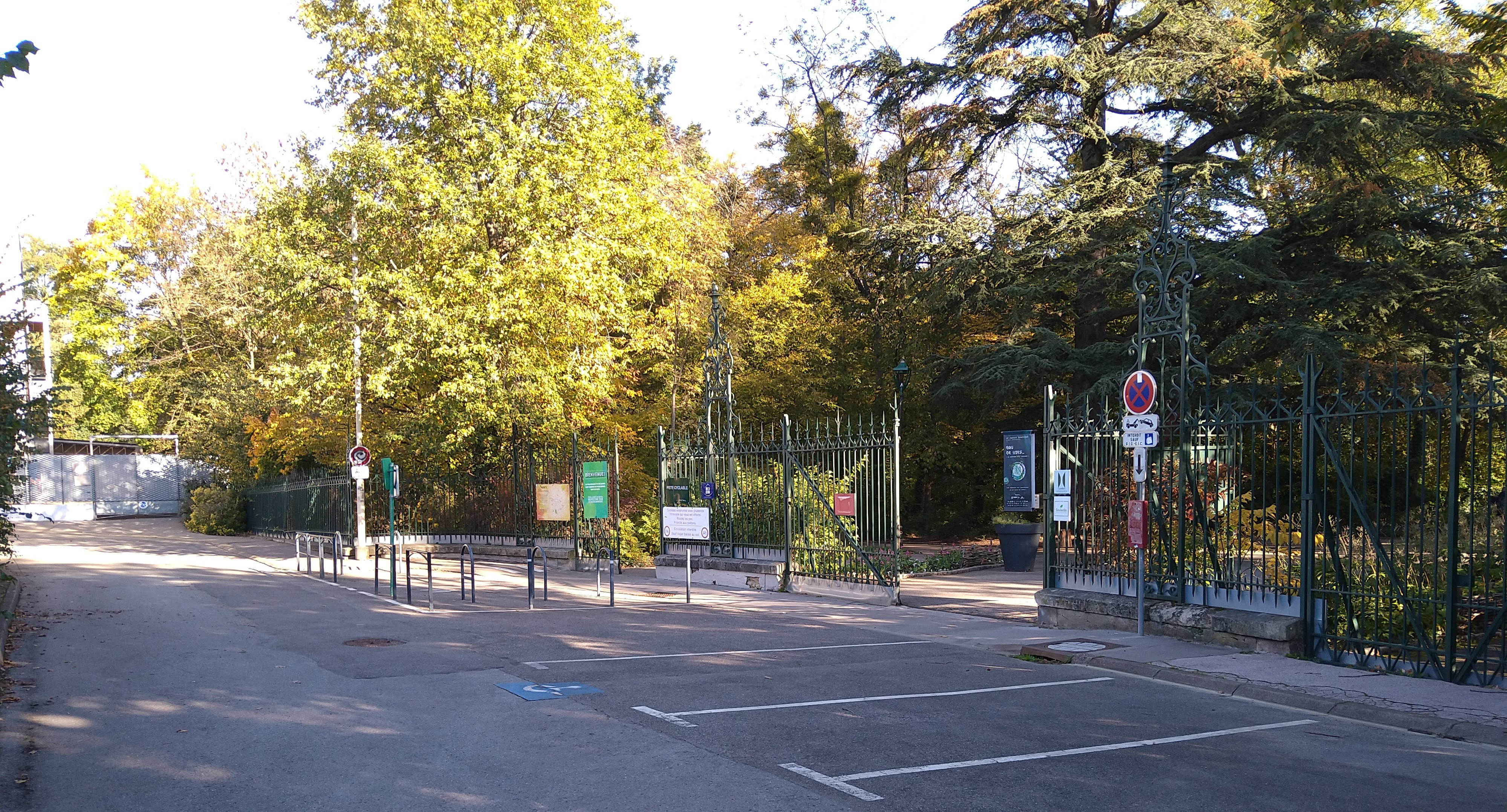
Parc Saint-Marie.
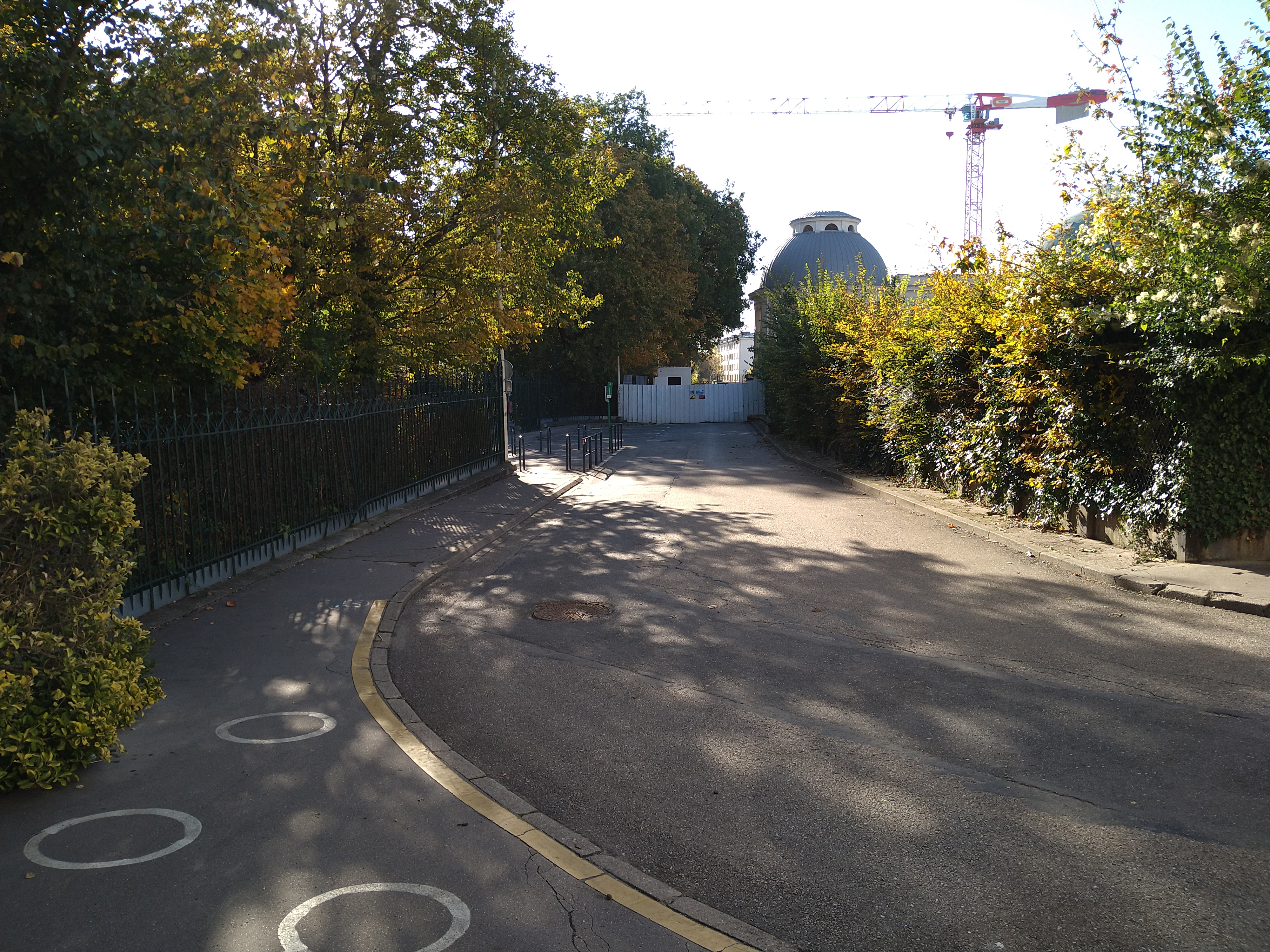
Impasse de l'avenue.